# SIG SG510
SIG SG510は、スイスで開発された軍用自動小銃（アサルトライフル）である。1959年から1960年頃にスイス軍の制式小銃として採用され、1990年にSG550（Sturmgewehr 90）へと更新されるまで使用されていた。スイス軍での制式名称は57年式突撃銃で、ドイツ語ではSturmgewehr 57（Stgw 57）、フランス語ではFusil d'Assault 57（F ass 57）、イタリア語ではFucile d' Assalto 57（F ass 57）と表記された。

## 概要
スイス軍は1889年にシュミット・ルビンM1889を採用し、改良を加えながら1950年代末まで使用し続けた。一方、20世紀初頭からは半自動小銃への更新が既に検討されつつあり、様々な試行錯誤を経て、第二次世界大戦後の1948年からは、いわゆる突撃銃の開発が始まっていた。1956年、連邦参事会が新型小銃の開発計画を承認した。この計画の元、ベルン造兵廠とSIGが新型小銃の設計を行い、ベルギー製FAL小銃との比較試験が行われた。1957年、SIGの1955年設計案すなわちAM 55が制式名称57年式突撃銃として採用された。
スイス軍はシュミット・ルビンK31小銃に加えて、短機関銃や軽機関銃も同時に更新できる小銃を求めていた。最初期のAM 55は自動小銃としては十分な性能を備え、短機関銃の役割も代替しうると評価された一方、軽機関銃としては装弾数が不足するとも指摘された。その後、小銃擲弾の発射能力が軍部の要求に従い付与された。元々はボルトハウジングやトリガーボックスなどの成形に生産効率のよいプレス加工が使われていたが、擲弾発射に耐えうる強度を確保するために一部が削り出し加工に変更された上、重量も増すことになった。
製造元はスイス工業社（SIG）で、設計者はルドルフ・アムスラー技師（Rudolf Amsler）である。同時代の突撃銃と比較すると、SG510は重量があり、二脚、キャリングハンドル、カウンターウェイトを備えるなど複雑で、高価だった。しかし、射撃精度は非常に高く、バースト射撃時の制御も容易だった。およそ100万丁が製造され、このうちおよそ74万丁がスイス軍に配備されていた。
スイスではSG550（Sturmgewehr 90）によって更新された。2015年には予備装備としても退役が宣言され、軍が保管していたSG510は全て処分された。

## 特徴
SIG SG510は、StG45とよく似たローラー遅延式ブローバック作動方式を採用した自動小銃である。2点の可動式ローラーがあり、射撃時には後退するボルトがこのローラーによって遅延される。その際に薬莢が薬室の内面に密着して千切れることを防ぐため、薬室には溝が設けられており、発射ガスの一部が薬莢の外側に加わることで、薬莢の膨張を抑えるように作用する。また薬室にはリング状の溝も設けられており、排出された空薬莢のネック部には特徴的な変形が生じる。最終弾を撃ち終わった後でボルトを後退位置で保持するホールドオープン機能は無い。射撃はセミ/フルどちらもクローズドボルトの状態から行われる。
ローラー遅延式ブローバック法式や溝付きの薬室など、同じくStG45を参考に開発されたスペイン製セトメ・ライフルとは共通する部分も多い。こうした設計は、反動の軽減や使用弾変更の幅広い余地などの長所に繋がった。
使用弾は7.5x55mm GP11弾である。元の7.5x55mm弾は1889年に黒色火薬弾として設計され、GP11弾は1911年に無煙火薬用として再設計し弾頭を尖鋭弾に改めたものである。スイスの山がちな地形では長射程が求められるため、この強力な弾薬が必要とされたのである。
擲弾発射器と制退器は銃身の先端部と一体である。銃身は先端部を除いてバレルジャケットで覆われ、その前端または後端に二脚を装着できる。バレルジャケットの前端には折り畳み式の照星と着剣具が、後端には運搬用の折り畳みハンドルが装着されている。ハンドガード（先台）とストック（銃床）はゴムカバーで覆われている。機関部はセレクティブファイア機能を搭載し、セミ/フルオート射撃の切り替えが可能だった。セレクタレバーはS（安全）、E（単射）、M（連射）の3点式だが、右側面の連射規制器（Serienfeuersperre）と呼ばれる部品によって、切替をSとEの2点のみに制限することができた。連射規制器は分解時に着脱可能なクリップ状の部品で、やや短い側の片面が白く塗られており、兵士からは「おはじき」（Plättchen）と通称された。白い面を内側にして取り付けた場合、セレクタレバーは3点を自在に切り替えられるが、外側にして取り付けた場合、塗られていない長い側の面が干渉し、Mへの切替が行えなくなる。コッキングハンドルはレシーバーの右側面に設けられ、ボルトの前後動とは連動しない。コッキングハンドルにはM1889系ライフルのものに類似した形状の握りが付属する。レシーバーの先端には丸いボタン状のローディングインジケーターがあり、薬室に弾薬が装填されるとインジケーターがせり上がって全装填状態であることを示す。レシーバー後端には折り畳み式の照門が装着されている。照門は照準距離を100 - 650mの範囲で調整することができる。
トリチウムが塗布された着脱式の夜間用照準器が用意されており、グリスやクリーニングキットなどの小物とともにピストルグリップ内に格納されている。
二脚はスライド式で、バレルジャケットの前方ないし後方にて固定される。セミオートでの精密射撃時には後方に二脚が固定された。また、フルオートでの支援射撃を行う際には、前方に二脚を固定し、バースト射撃を行うことが好ましいとされた。二脚を前方で固定した状態では後ろへ、後方で固定した場合には前へ折り畳むことができる。
SG510用の小銃擲弾としては、対装甲用の成形炸薬弾とソフトターゲット用の榴弾があり、直射または曲射が可能だった。これらの擲弾には、飛距離を補助するためのブースターが取り付けられていた。擲弾発射時には空砲および専用弾倉を用いる。この専用弾倉には通常のGP11弾が装填できず、より短い空砲弾のみ装填できた。また、専用弾倉は自動装填機能を機械的に無効化する構造になっており、装填時には弾倉下部のボタンを押しながらコッキングを行う必要があった。直射する場合、肩からではなく腰だめに構えて、指の負傷を避けるべく、機関部の右側面に設けられた折畳式の長い冬用引き金（本来は厚い手袋を着用したまま射撃をするためのもの）を用いて射撃を行った。曲射する場合、銃床はゴム引きが施されているので、そのまま地面にあてがうことができた。二脚は後方に寄せて照準器として用いる。紐付きのペンナイフを着剣具から振り子にして吊るし、これを二脚に示された目盛りと合わせて銃に角度を付け、目標の距離へと照準を行うのである。ブースターを用いる場合、小銃擲弾の最大射程は直射で250m、曲射で420mだった。

## 運用

### 軍用銃として

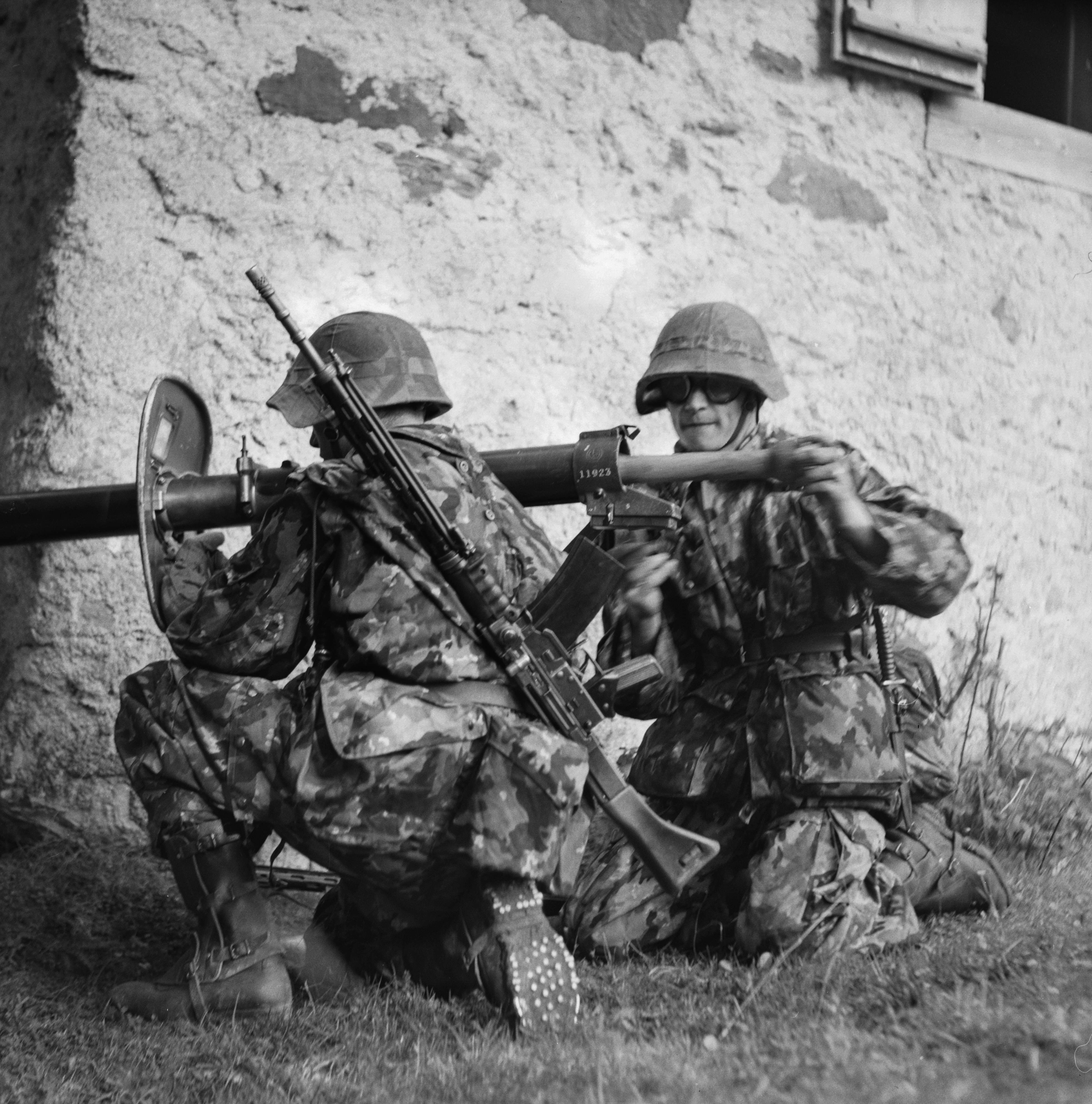
SG510を背負ったスイス軍の8.3cmロケット発射筒射手

スイス軍はSG510を汎用銃と見做していた。小銃班（Füsiliergruppe）においては、シュミット・ルビンK31小銃、M31短機関銃、Lmg 25軽機関銃を一括で更新した。
SIGが作成したパンフレットでは、従来の歩兵小隊（30人）においては小銃弾を用いる自動火器として軽機関銃が3丁ずつ配備されていたが、自動小銃が配備されれば同等の自動火器が30丁に増えると説明する。その場合、自動火器のうち1つが無力化されても、小隊全体の火力は十分高く維持できる。さらに各種（対戦車、対人、煙幕）の小銃擲弾発射が可能で、各員が平射および曲射どちらでの攻撃も行いうること、武器の統合により小銃、短機関銃、軽機関銃の取扱教育や補給を個別に行う必要がないことをSG510の利点として挙げている。
狙撃手にはKern & Co製4倍スコープを搭載できるように改修を施したモデルが支給された。照射器付きの赤外線暗視装置も設計されていた。各種照準器および取付用改修を行った小銃は「軍団付資材」（Korpsmaterial）の一部とされており、兵士らの個人装備には含まれていなかった。
いくつか設計された派生モデルのうち、7.62x51mm NATO弾仕様のSG510-4は、チリやボリビアで採用された。また、一部はイタリアのベレッタ社にてライセンス生産されたものだった。結局、大規模な輸出は行われなかった。
チリでは1965年から調達が始まった。陸軍のほか、カラビネーロス・デ・チレ（警察軍）でも配備が行われた。後継小銃が採用された後も、一部の部隊では継続して使われた。陸軍の第10連隊では、2020年代初頭にもスコープ付きのSG510-4をマークスマンライフルとして運用していた。
1950年代末、ドイツ連邦軍（西ドイツ軍）は、50丁の7.62x51mm仕様モデルを輸入し、仮名称G2としてセトメ モデルAなどと並行して試験を行った。50丁のうち、40丁がスイス軍仕様と同じゴム引き銃床およびハンドガードを備え、残る10丁は木製だった。しかし、当時既にNATO内でも軽量な銃器への支持が集まっており、突撃銃としては重量のあるSG510の採用は見送られることとなった。
ボン国際紛争研究センター（BICC）の報告では、そのほかにモナコやウクライナの政府機関でもSG510-4が調達されたとしている。

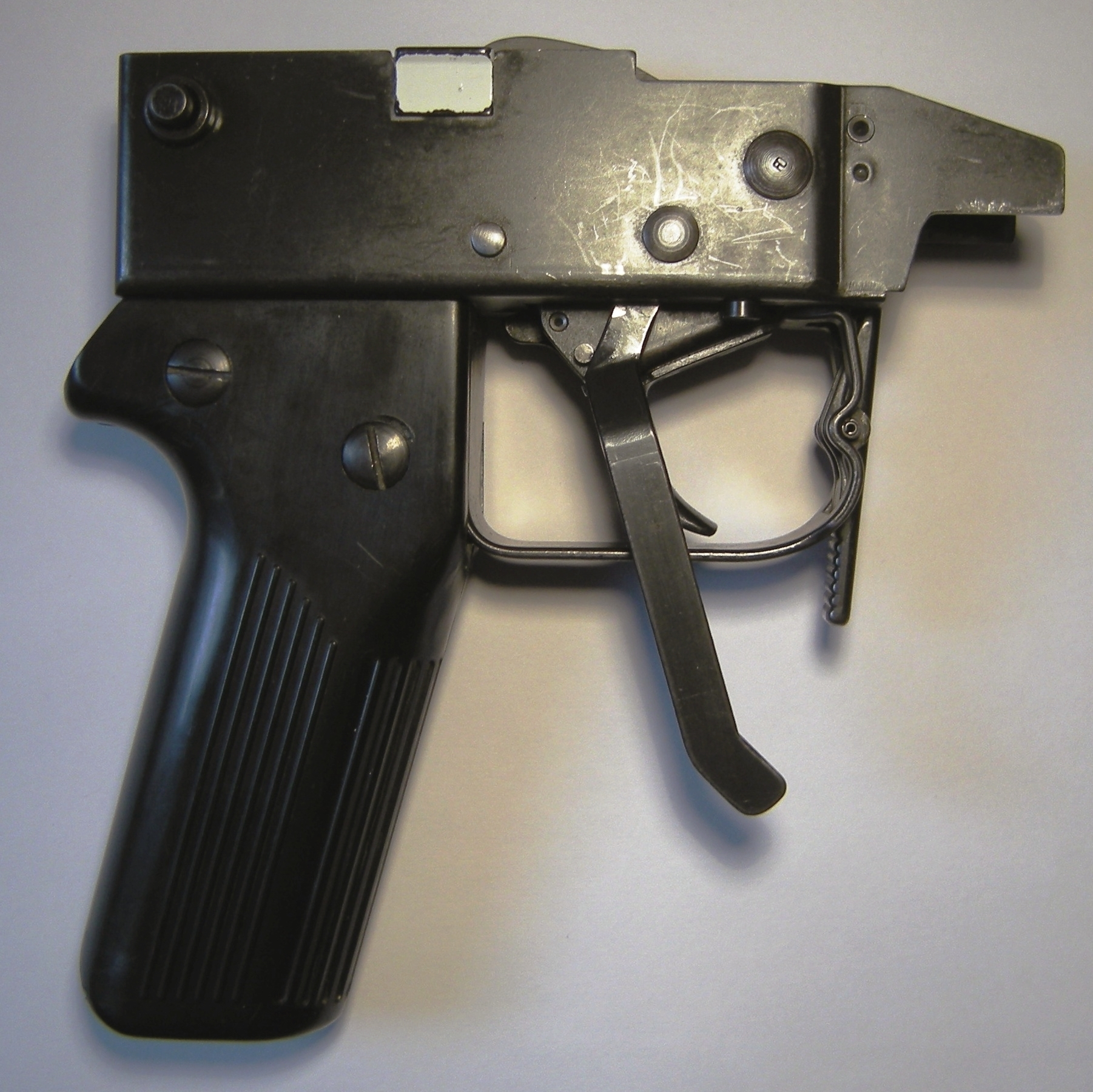
冬用引き金を展開した状態。上方に連射規制器の白い面が写っている
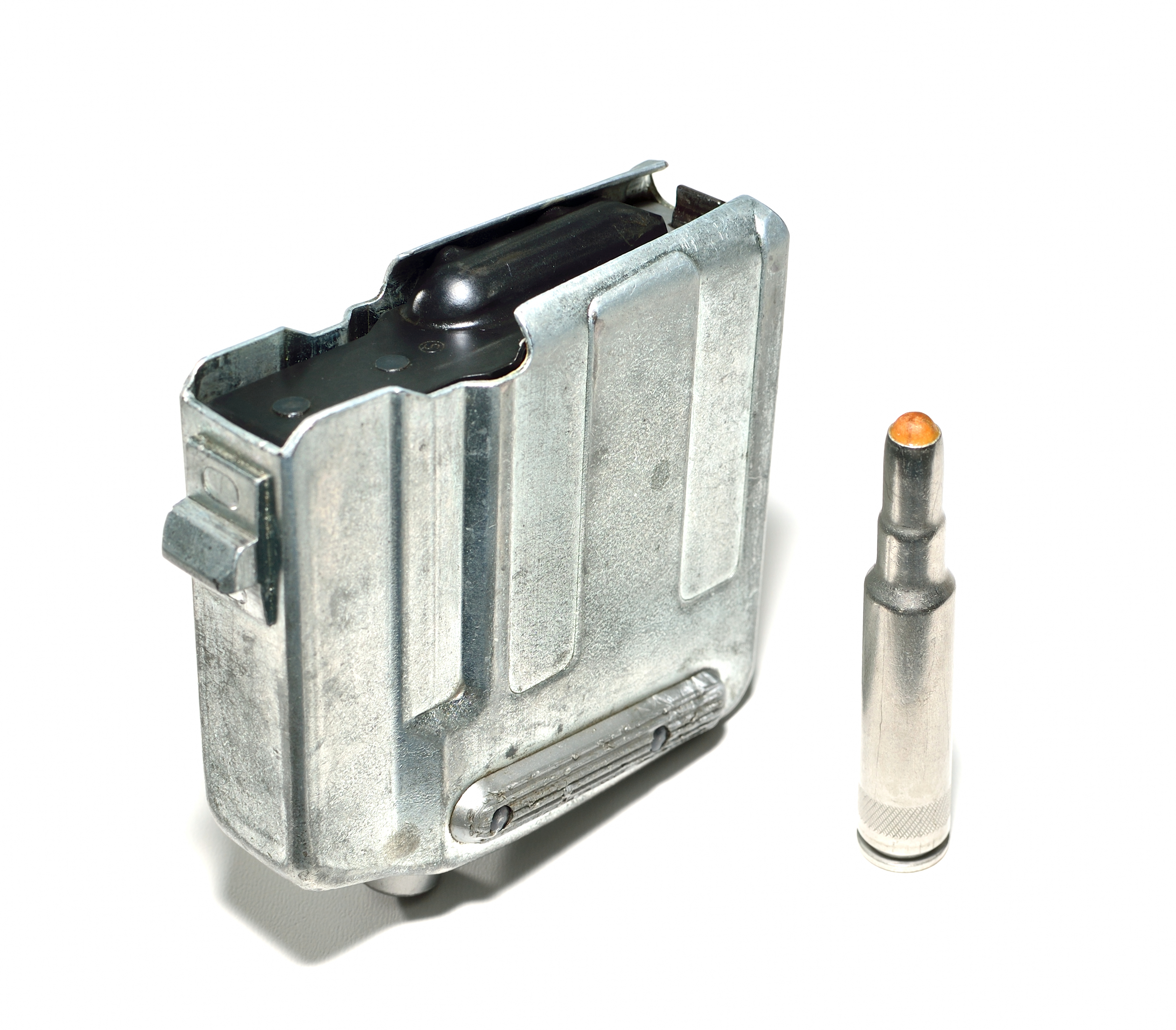
空砲と空砲専用弾倉
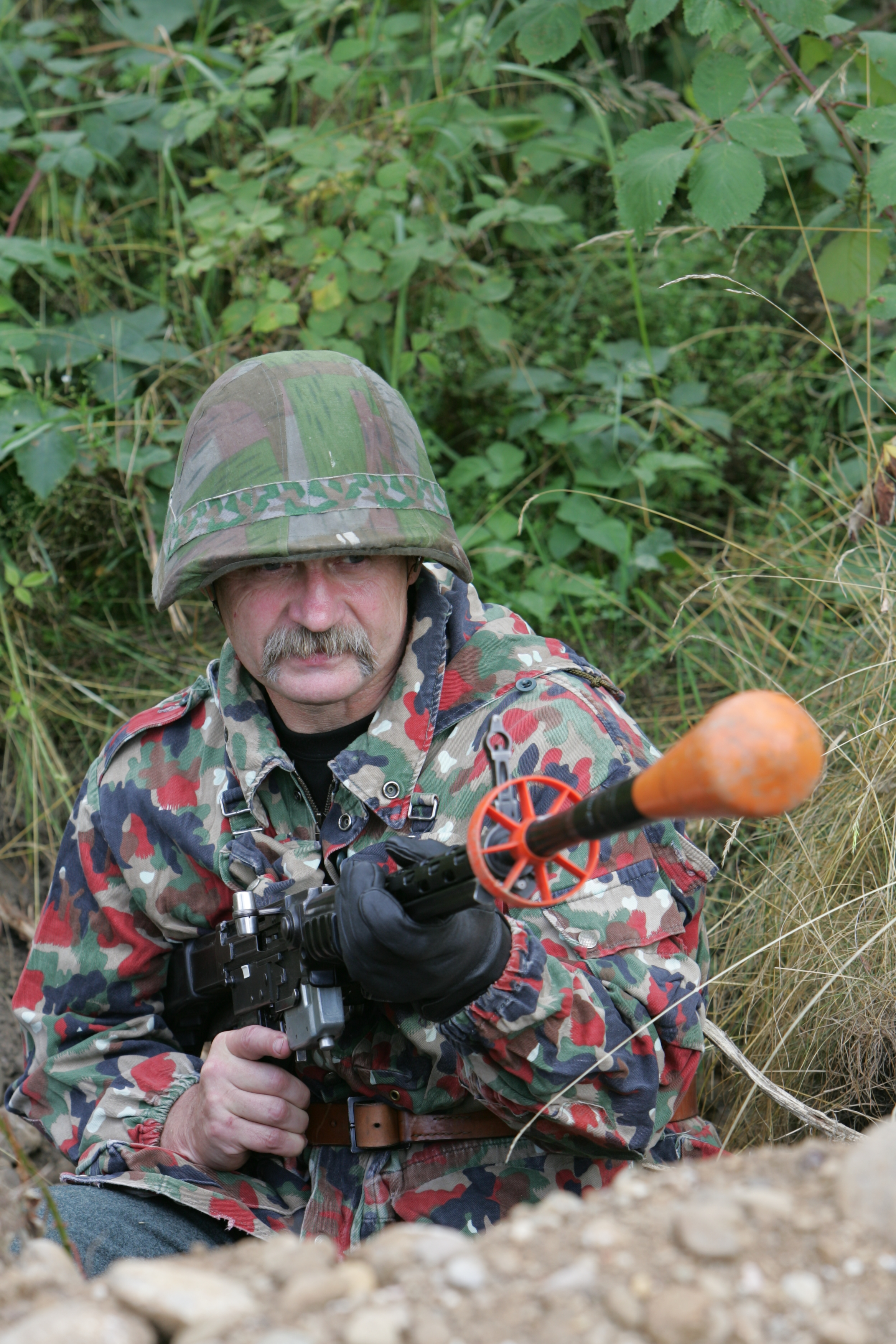
小銃擲弾（模擬弾）と空砲用弾倉を取り付けた様子、弾倉の底部に装填用ボタンが見える
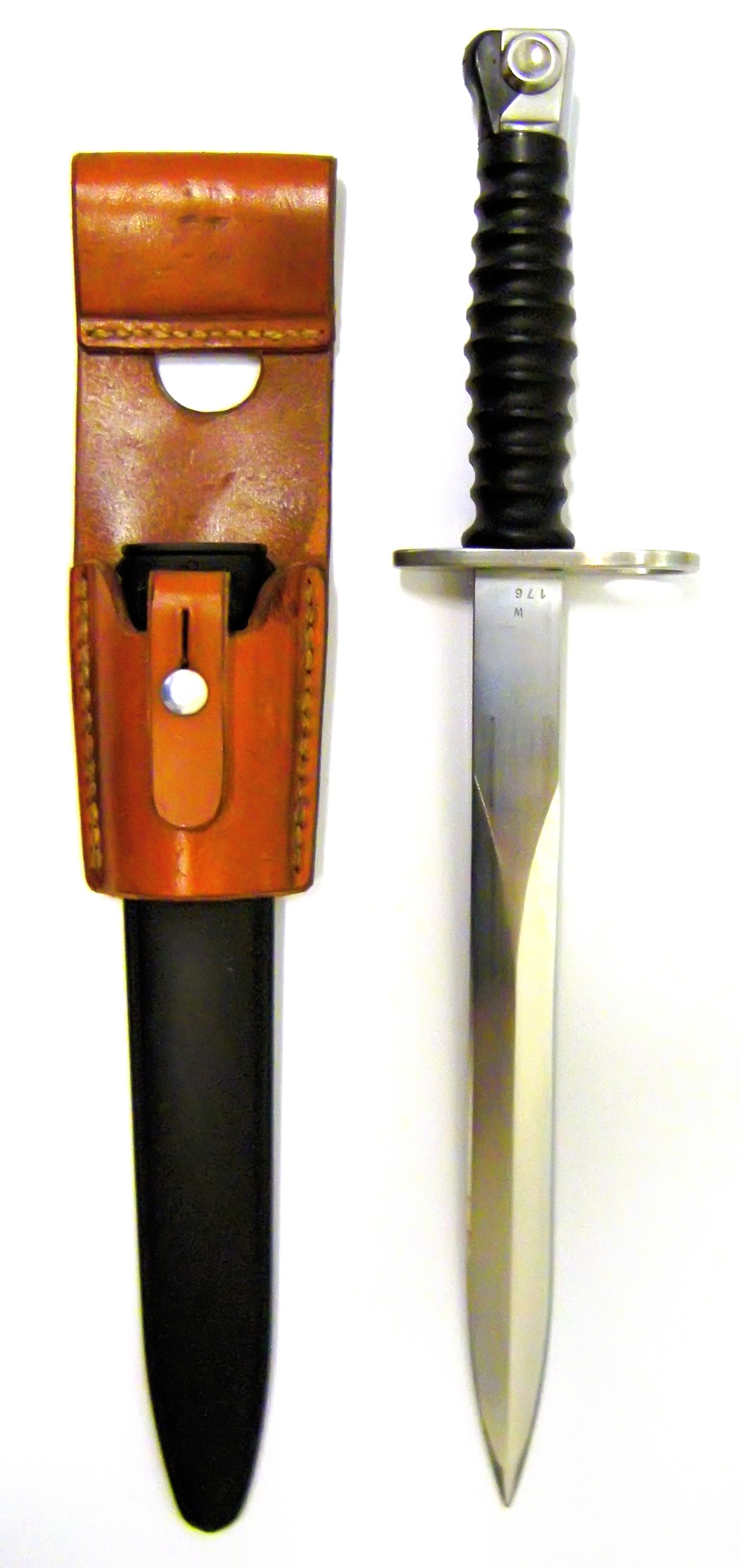
SG510用銃剣

### 民生銃として
スイスでは兵役後に小銃を個人所有することが認められている。1991年以前、兵役満了者はSG510を返納し、K31小銃を受け取っていた。これらのSG510は整備の後に新たな入隊者へと貸与されていた。
1991年から2014年までに、165,702丁のSG510が兵役満了者へと引き渡された。引き渡し時、一部の部品の取り外し・交換によって、フルオート射撃機能は完全に無効化された。2003年からはアイアンサイトをディオプターサイトとグローブサイトに交換する改修が可能になった。改修されたものはStgw 57/03、未改修のものはStgw 57/02として区別される。どちらのモデルも連邦防衛・国民保護・スポーツ省の予備装備として位置づけられている。
アメリカ合衆国では、1969年から1989年にかけて、SG510が民生銃として輸入されていた。輸入されたのはPE57とSG510-4で、どちらもセミオート射撃のみ可能な仕様に改められていた。1969年の時点で、SG510-4の輸入数は極めて少なかった。FN FALのGシリーズと同様、オリジナルの機関部に改造を施しセミオート射撃のみ行えるようにしており、BATFからは「半自動小銃」と区分され、フルオート射撃機能が復元されない限りにおいて、「マシンガン」とは見なされなかった。同年末にはイギリスやイタリアなど諸外国の新しい銃規制基準を取り入れ、SG510-4をスポーツライフルらしく再設計したモデルがSIG AMTとして発表された。AMTはAmerican Match Target（アメリカ向け競技射撃用）の略で、着剣具や擲弾発射機能が廃止されていた。1989年までに3,000丁程度が輸入されたと言われている。銃の評価自体は高かったものの、競合製品のAR-15やHK91と比べて非常に高価だったため、広く普及することはなかった。

## 派生型
SG510の性質を説明するにあたって、SIGのパンフレットでは自動小銃には2つの相反する設計思想があるとした。すなわち、1.もっぱらセミオート射撃を行い、軽機関銃を兼ねることを想定せず、フルオート射撃は緊急時などのみに行う小銃と、2.軽機関銃を兼ねることを想定した小銃の2つである。前者は構造上の軽量化が容易な「軽い」自動小銃であり、後者は重銃身などを備え長時間のフルオート射撃に耐えうる堅牢性を持った「重い」自動小銃である。SG510は「重い」自動小銃だが、派生型のいくつかは「軽い」自動小銃を想定して設計されていた。いずれのモデルにも伸縮式銃床のモデルが存在したが、極めて少数しか販売されなかった。
SG510-1
輸出用の7.62x51mm NATO弾仕様モデル。7.62x51mm弾がNATO標準弾に採用されたことを受け、西側諸国への輸出を想定して設計された。1959年、アメリカ陸軍で試験が行われた。
PE57
半自動射撃のみ可能な民生用モデル。7.5x55mm GP11弾仕様。
SG510-2
軽量モデル。二脚やキャリングハンドルなどが除去され、銃床は木製に改められている。オランダおよびスウェーデン向けの売り込みが図られた。
SG510-3
7.62x39mm弾仕様モデル。AK-47の弾倉をそのまま使えた。フィンランド向けの売り込みが図られた。
SG510-4
7.62x51mm NATO弾仕様モデル。銃床は木製で、照準線を低くするために角度が付けられている。照門も高さの低いアパチャーサイトに変更された。銃身は505mmまで短縮された。薬室に弾薬が装填されていることを示すインジケーターが追加された。
AMT
SG510-4を原型とするアメリカ合衆国向け民生用モデル。7.62x51mm NATO弾仕様。
SG510-5
.30-06スプリングフィールド弾仕様モデル。メキシコ軍向けに試作された。
SG510-6
1981年にスイス軍に提案された57年式突撃銃の近代化モデル。不採用に終わった。

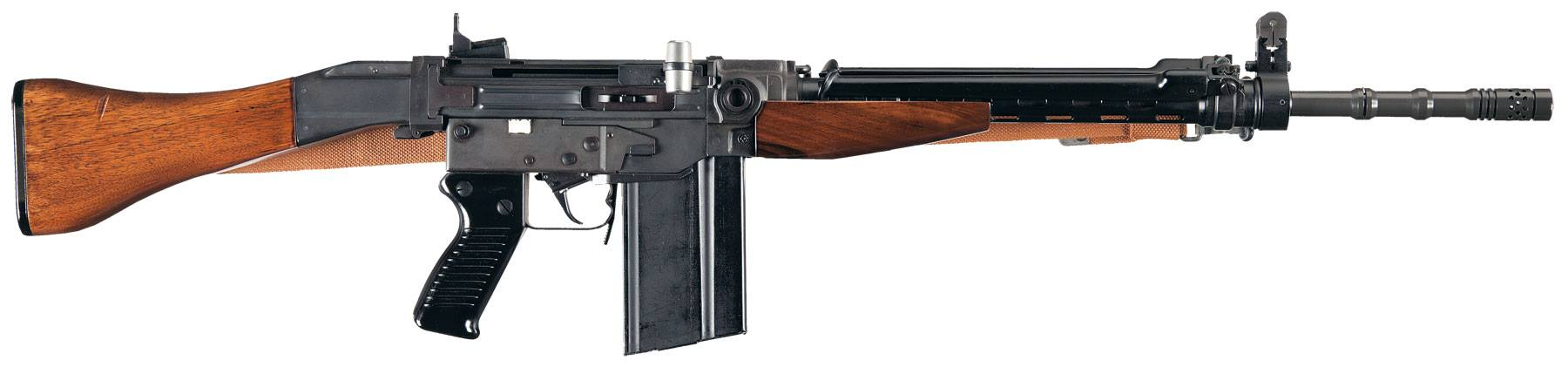
SIG 510-4
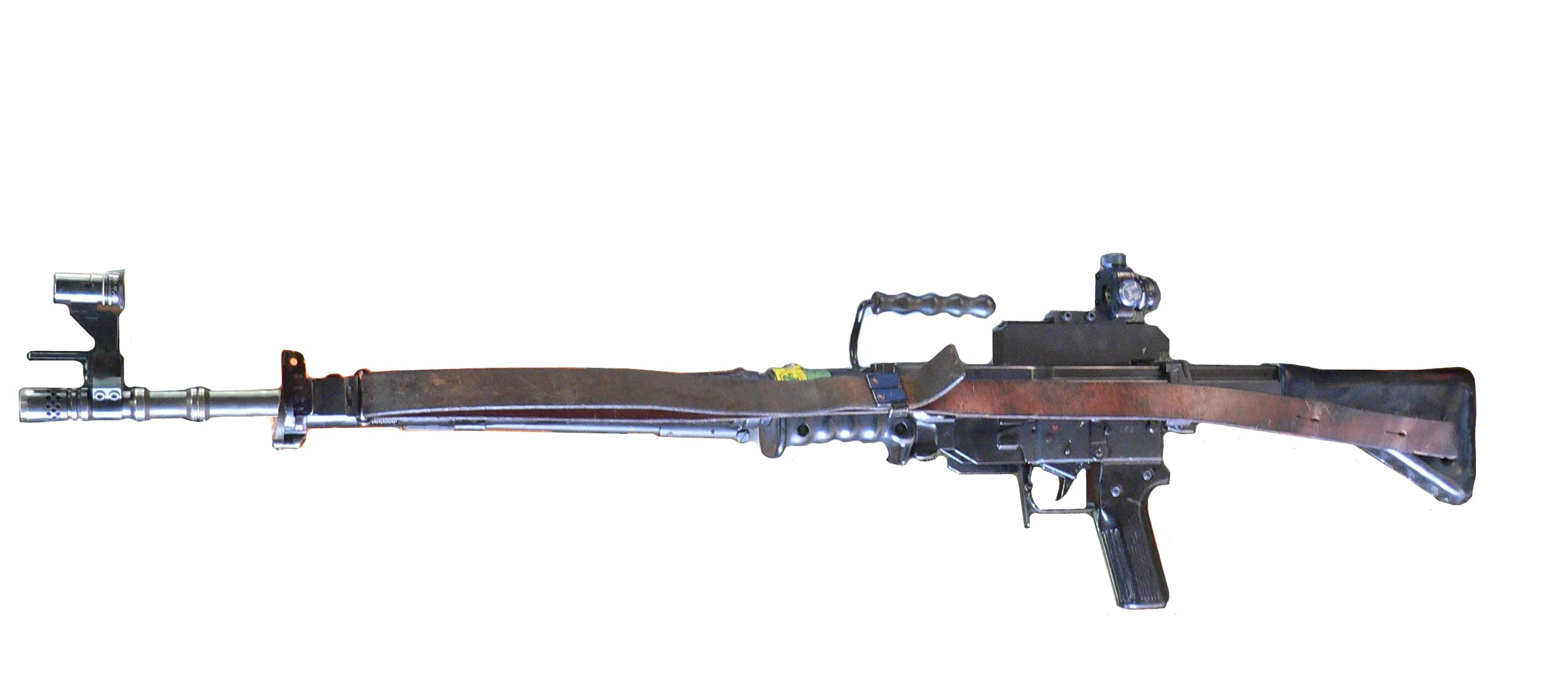
Stgw 57/03
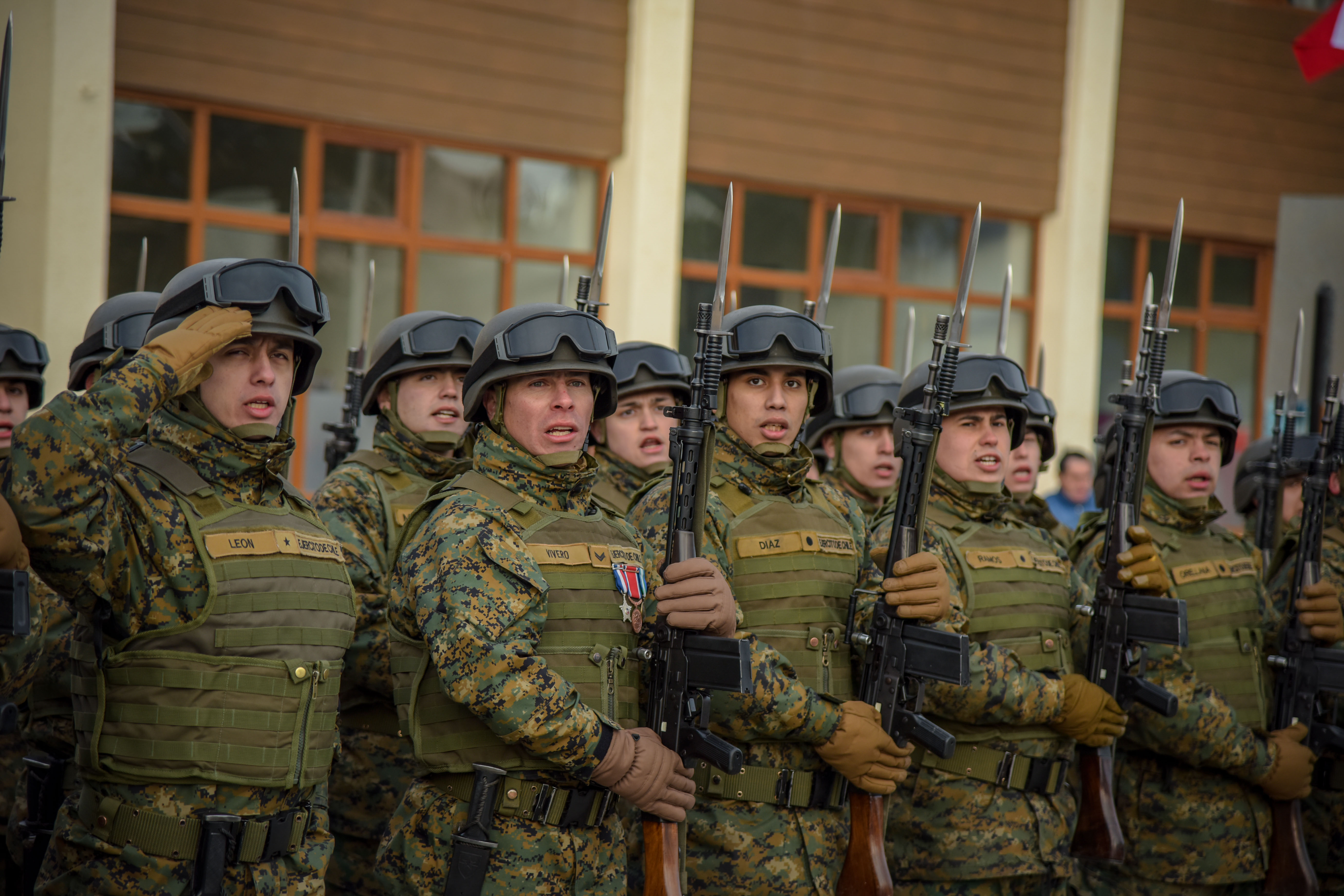
SIG 510-4を手にしたチリの軍人（2018年）
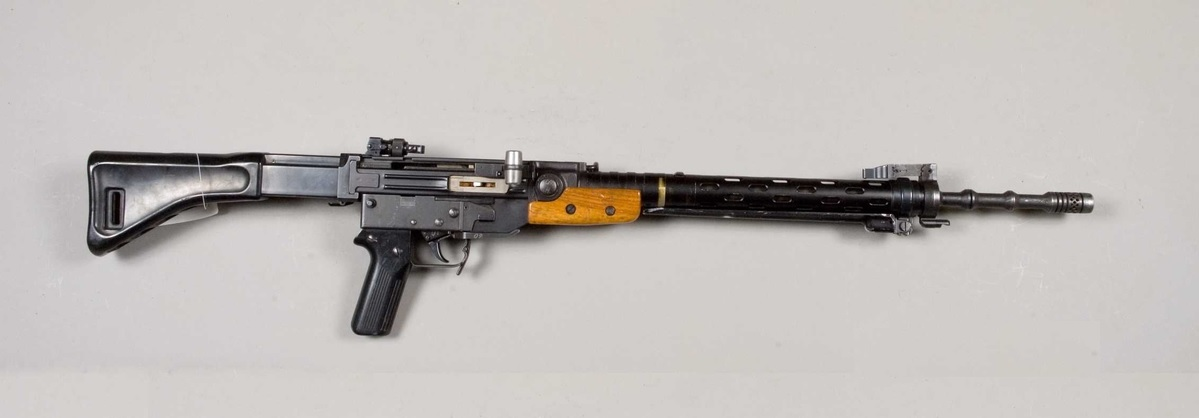
スウェーデン軍向けモデル。1960年代、スウェーデン軍の新主力小銃候補として設計されたが、Ak 4に破れた。